# 斜叶蒟
斜叶蒟（学名：Piper senporeiense）是胡椒科胡椒属的植物，是中国的特有植物。分布于中国大陆的海南省等地，多生在树上、疏林、密林中和石上，目前尚未由人工引种栽培。